# Philipp Hansa
Philipp Hansa (Graz, 1990. június 3. –) osztrák rádiós és televíziós műsorvezető, műsorkészítő, valamint színész.

## Élete

### Származása és tanulmányai
Hansa Grazban nőtt fel, ahol 1996 és 2000 között a Nibelungengasse Általános Iskolába járt, majd az Akademische Gymnasium tanulója lett, ahol 2008-ban érettségizett. 2007-ben egy tanévet töltött Ausztráliában, a queenslandi Nambour State High Schoolban. 2009 és 2013 között közgazdaságtant tanult a grazi Grazi Egyetemen, valamint a bécsi Wirtschaftsuniversitäten.

### Szakmai karrierje
Tanulmányai alatt, 2011-ben gyakornokként dolgozott az Ö3 rádióadónál. 2012 januárjától főállásban az Ö3 munkatársa lett. Áttörését az Hansmann kann nevű karakterrel érte el, amelynek szerzője és hangja is volt.
2015 februárjától – Andi Knoll utódjaként – havi egy héten keresztül ő vezette az Ö3-Wecker című reggeli műsort, ezzel az Ö3 történetének legfiatalabb műsorvezetője lett ebben az idősávban. Az Ö3-Wecker az ORF adatai szerint naponta mintegy kétmillió hallgatóval Ausztria legnépszerűbb reggeli műsora, egyben a legnagyobb elérésű csatorna legsikeresebb produkciója. A műsor 2015-ben, 2016-ban és 2017-ben is elnyerte az Osztrák Rádiódíjat, mint az ország legjobb reggeli műsora. 2022 óta Hansa a Treffpunkt Sternstunden című műsort is vezeti, ahol Gerda Rogers asztrológussal beszélget.

### Színészi tevékenysége
Hansa színészként is aktív. Szerepelt több rövidfilmben, köztük Anna Kirst Das Fest der Liebe (2012), Kurdwin Ayub Zuckerberg (2012), valamint Fabian Schmidmair és Benedikt Missmann Last Willage (2014) című alkotásaiban. 2013-ban egy epizódszerep erejéig feltűnt a SOKO Donau/Wien krimisorozatban is. 2014-ben közreműködött Gerda Leopold Karussell című kísérleti filmjében, amelyet 360°-os vetítéshez készítettek, és amelynek premierje 2016 júniusában volt Karlsruhéban.

## Elismerések és egyéb tevékenységek
2016. június 20-án az év legjobb új felfedezettjének választották. A döntést meghozó független zsűri, a St. Pölten-i Alkalmazott Tudományok Főiskolájának képviseletében kiemelte, hogy Hansa rövid idő alatt jelentős szakmai tudást és országos ismertséget szerzett, és ezzel az ország legnagyobb reggeli műsorának meghatározó alakjává vált.
2019 óta minden évben ő jelentette be az osztrák szakmai zsűri pontjait az Eurovíziós Dalfesztivál döntőjében. Arról híres, hogy minden évben ugyanazt a fekete pólót viseli, amelyen az Equality, vagyis Egyenlőség felirat szerepel.
2020. február 13-tól Gabi Hiller és Paul Pizzera társaságában péntekenként vezeti a Hawi D’Ehre című podcast-et. 2022 februárjában Bécsben először élőben is bemutatták a beszélgetős műsort, majd július 17-én egy nagyszabású előadás keretében a bécsi Staatsoperben is felléptek.
2021. február 26-án indult a Starmania című tehetségkutató műsor ötödik évada az ORF-en, amelyben Hansa kommentátorként vett részt, és információkat osztott meg a versenyzőkről. Ugyanezt a szerepet töltötte be a 2022. március 4-én indult hatodik évadban is.

## Műsorai
- Ö3 Wecker (Hitradio Ö3)
- Az Eurovíziós Dalfesztivál ausztriai pontbejelentője (2019, 2021, 2022, 2023, 2024, 2025)
- Starmania (2021, 2022)